# 6號染色體
人類的6號染色體是23對染色體的其中之一，正常狀況下每個細胞擁有兩條。此染色體含有大約170百萬個鹼基對，佔細胞內所有DNA的5.5%到6%。其中約有1500個基因
，依預測方式而有所不同。